# دانيال ميرفي
دانيال ميرفي (بالإنجليزية: Daniel Murphy) هو مهندس وعالم حاسوب أمريكي، ولد في 1929.